# 中源乡
中源乡，是中华人民共和国江西省宜春市靖安县下辖的一个乡镇级行政单位。

## 行政区划
中源乡下辖以下地区：
邱家村、三坪村、垴上村、合港村、船湾村、山下村、港口村、向务村、古竹村、洞下村、龙丘村和大杞山林场生活区。